# Biotopkarteringsdatabasen
I den nationella Biotopkarteringsdatabasen lagras data från biotopkarteringar av vattendrag i hela landet. Systemet används för presentation och inmatning samt export av data till andra system. Bland annat så visas vandringshinder från Biotopkarteringsdatabasen upp i Vatteninformationssystem Sverige (VISS). Huvudsyftet är att skapa en kvalitetssäker och långsiktigt hållbar lagring av biotopkarteringsdata, samt av data om vandringshinder/dammar. Systemet ska även svara mot behoven från t.ex. ramdirektivet för vatten, habitatdirektivet och miljömålsarbetet.
Biotopkarteringsdatabasen finansieras av Havs- och Vattenmyndigheten och förvaltas av Länsstyrelserna.
Biotopkarteringsdatabasen delar sina data som öppna data enligt Creative Commons Zero (CC0)